# Campionat d'Espanya d'enduro 1998
La temporada de 1998 del Campionat d'Espanya d'enduro fou la 19a edició d'aquest campionat, organitzat per la Reial Federació Motociclista Espanyola. El calendari oficial constava de 7 proves puntuables, celebrades entre el 28 de febrer i l'11 d'octubre. Quatre de les proves programades es disputaren als Països Catalans: Enduro del Segre (28 de febrer i 1 de març), Enduro Ciutat de Reus (26 d'abril) i Enduro de Tortosa (17 de maig).

## Classificació final

### 125cc
| Posició | Pilot     | Motocicleta | Punts |
| ------- | --------- | ----------- | ----- |
| 1       | Xevi Pons | KTM         | 70    |
| 2       | Marc Coma | KTM         | 70    |
| 3       | ?         | ?           | ?     |
| 4       | ?         | ?           | ?     |
| 5       | ?         | ?           | ?     |
| 6       | ?         | ?           | ?     |
| 7       | ?         | ?           | ?     |
| 8       | ?         | ?           | ?     |
| 9       | ?         | ?           | ?     |
| 10      | ?         | ?           | ?     |

### 250cc
| Posició | Pilot             | Motocicleta | Punts |
| ------- | ----------------- | ----------- | ----- |
| 1       | Xavier Puigdemont | Gas Gas     | 120   |
| 2       | Miki Arpa         | KTM         | 105   |
| 3       | Gerard Farrés     | KTM         | 67    |
| 4       | Àlex Llobet       | Honda       | 67    |
| 5       | ?                 | ?           | ?     |
| 6       | ?                 | ?           | ?     |
| 7       | Petteri Silván    | Gas Gas     | 47    |
| 8       | ?                 | ?           | ?     |
| 9       | ?                 | ?           | ?     |
| 10      | Josep Pou         | Gas Gas     | 25    |

### 4T
| Posició | Pilot           | Motocicleta | Punts |
| ------- | --------------- | ----------- | ----- |
| 1       | Marc Puigdemont | Gas Gas     | 94    |
| 2       | Oscar Gallardo  | Yamaha      | 84    |
| 3       | Àlex Pérez      | Yamaha      | 59    |
| 4       | Joan Roma       | KTM         | 52    |
| 5       | Isidre Esteve   | KTM 4T      | 37    |
| 6       | ?               | ?           | ?     |
| 7       | ?               | ?           | ?     |
| 8       | ?               | ?           | ?     |
| 9       | ?               | ?           | ?     |
| 10      | ?               | ?           | ?     |

### Scratch
| Posició | Pilot             | Motocicleta | Punts |
| ------- | ----------------- | ----------- | ----- |
| 1       | Xavier Puigdemont | Gas Gas 250 | 120   |
| 2       | Miki Arpa         | KTM 250     | 105   |
| 3       | Xevi Pons         | KTM 125     | 70    |
| 4       | Marc Coma         | KTM 125     | 70    |
| 5       | Marc Puigdemont   | Gas Gas 4T  | 64    |
| 6       | ?                 | ?           | ?     |
| 7       | ?                 | ?           | ?     |
| 8       | ?                 | ?           | ?     |
| 9       | Petteri Silván    | Gas Gas 250 | 47    |
| 10      | ?                 | ?           | ?     |